# Lengsdorf
Lengsdorf ist ein Ortsteil der Bundesstadt Bonn im Stadtbezirk Hardtberg mit rund 7500 Einwohnern, was etwa 2 Prozent der Bevölkerung Bonns entspricht.

## Geschichte
Lengsdorf wurde im 9. Jahrhundert erstmals erwähnt und lebte viele Jahrhunderte hauptsächlich vom Weinbau. Am 1. August 1969 wurde die bis dahin eigenständige Gemeinde Lengsdorf nach Bonn eingemeindet. Die Gemarkung Lengsdorf in den Grenzen der ehemaligen Gemeinde besteht bis heute. Das Heimatmuseum Lengsdorf schildert in Ausstellungen, Vorträgen und Exkursionen die Geschichte des Stadtteils.

## Infrastruktur
Neben der Gemeinschaftsgrundschule Kreuzbergschule, zwei Kindergärten und mehreren Kindertagesstätten, verfügt Lengsdorf über eine römisch-katholische Kirche, ein Vereinshaus, welches von den ansässigen Vereinen gemeinsam erbaut wurde und ein der römisch-katholischen Kirche angegliedertes Gemeindezentrum.
Weitere öffentliche Einrichtungen sind eine Katholische öffentliche Bücherei und ein Jugendzentrum. Mit dem Haus Mühlenbach gibt es weiterhin eine private Einrichtung zur Altenpflege.
Lengsdorf besitzt außerdem viele Vereine, darunter Sport- und Heimatvereine, welche sich im Ortsfestausschuss Lengsdorf organisieren.
Lengsdorf ist Standort des Bundesamtes für Bevölkerungsschutz und Katastrophenhilfe und der Bundesanstalt Technisches Hilfswerk. Insgesamt gibt es in Lengsdorf etwa 2.200 Arbeitsplätze.

## Sehenswürdigkeiten und Veranstaltungen

### Pfarrkirche St. Petri in Ketten

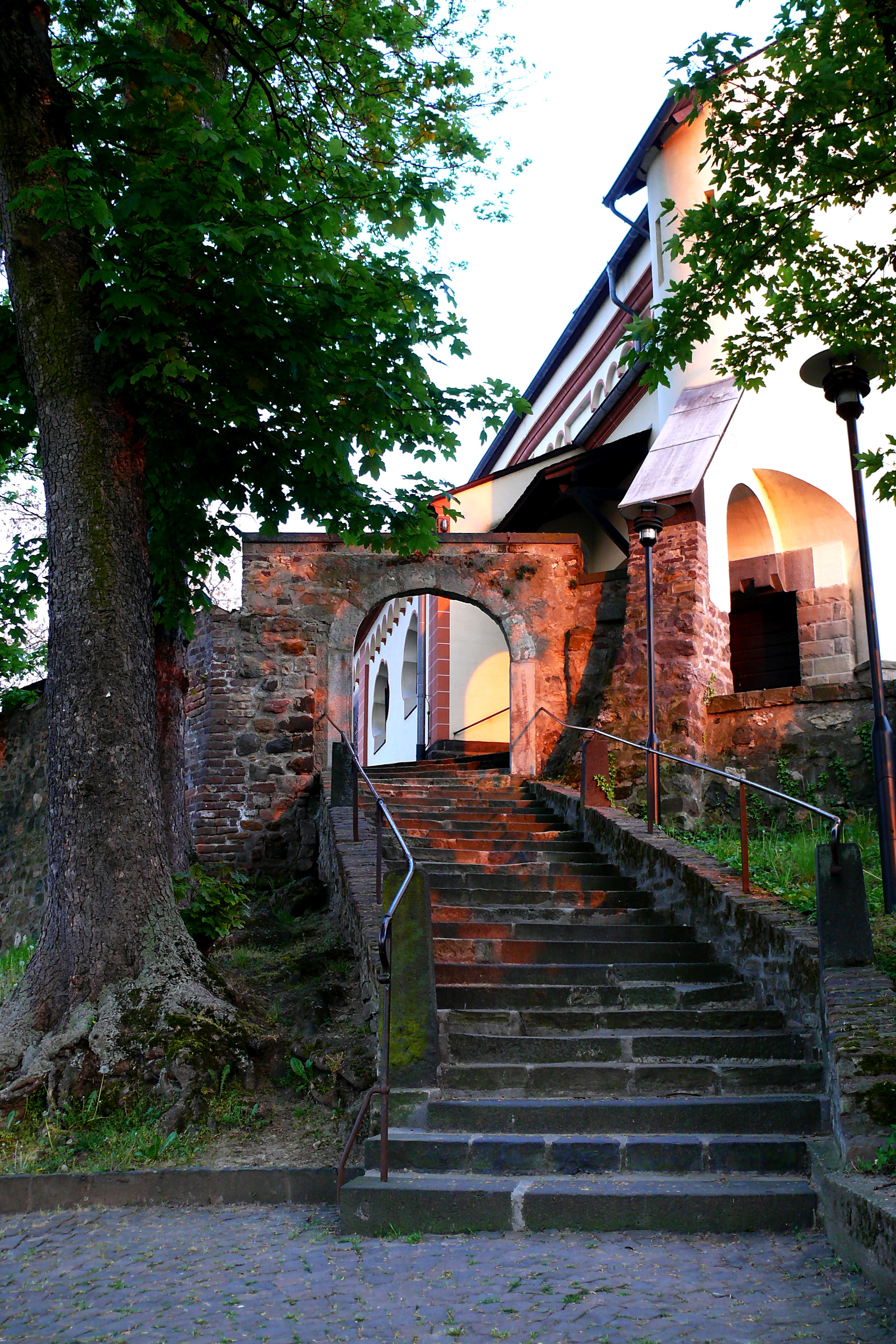
Kirchentreppe Westaufgang

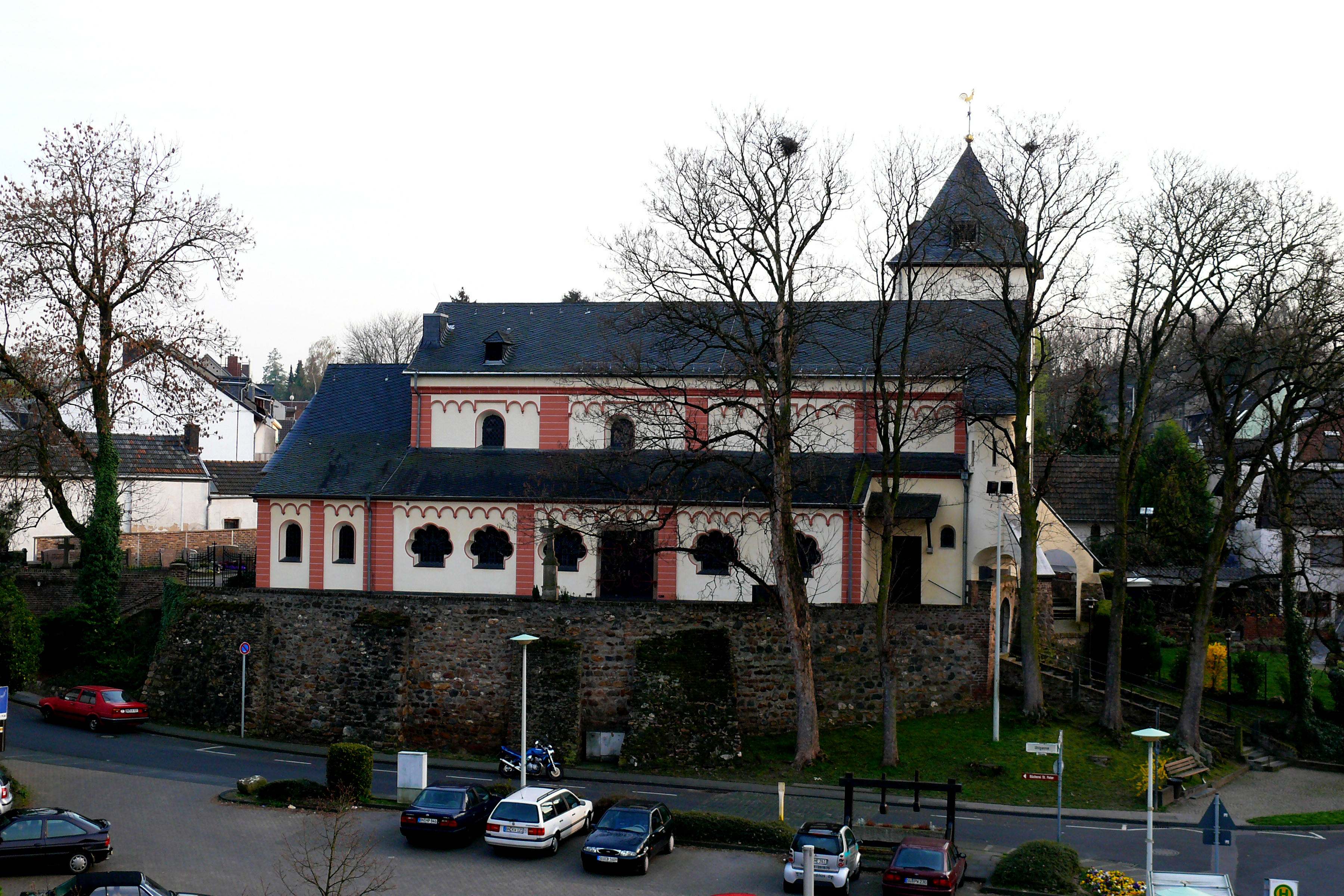
Nordansicht der Pfarrkirche St. Petri in Ketten 2007

Die römisch-katholische Pfarrkirche Lengsdorfs ist die romanische Kirche St. Petri in Ketten aus dem 13. Jahrhundert.

### Pfarrhaus
Das Pfarrhaus wurde in den Jahren 1887 bis 1888 als Ersatz für einen Vorgängerbau neu erbaut.

### Die ehemalige Dorfschule
Die ehemalige Dorfschule, im Jahre 1836 erbaut, beherbergt heute das Lengsdorfer Heimatmuseum.

### Veranstaltungen
Jährliche Höhepunkte des dörflichen Lebens sind der Karnevalszug, die Fronleichnamsprozession, die Kirmes im August, das „Gerümpelturnier“ und das Weinfest. In Lengsdorf gibt es ferner alljährlich am Martinstag einen St. Martinszug, bei dem insbesondere Kindergarten- und Schulkinder ihre selbstgebastelten Laternen präsentieren. Zum Abschluss findet traditionell ein Martinsfeuer und das Martinssingen mit anschließendem „Schnörzen“ statt.

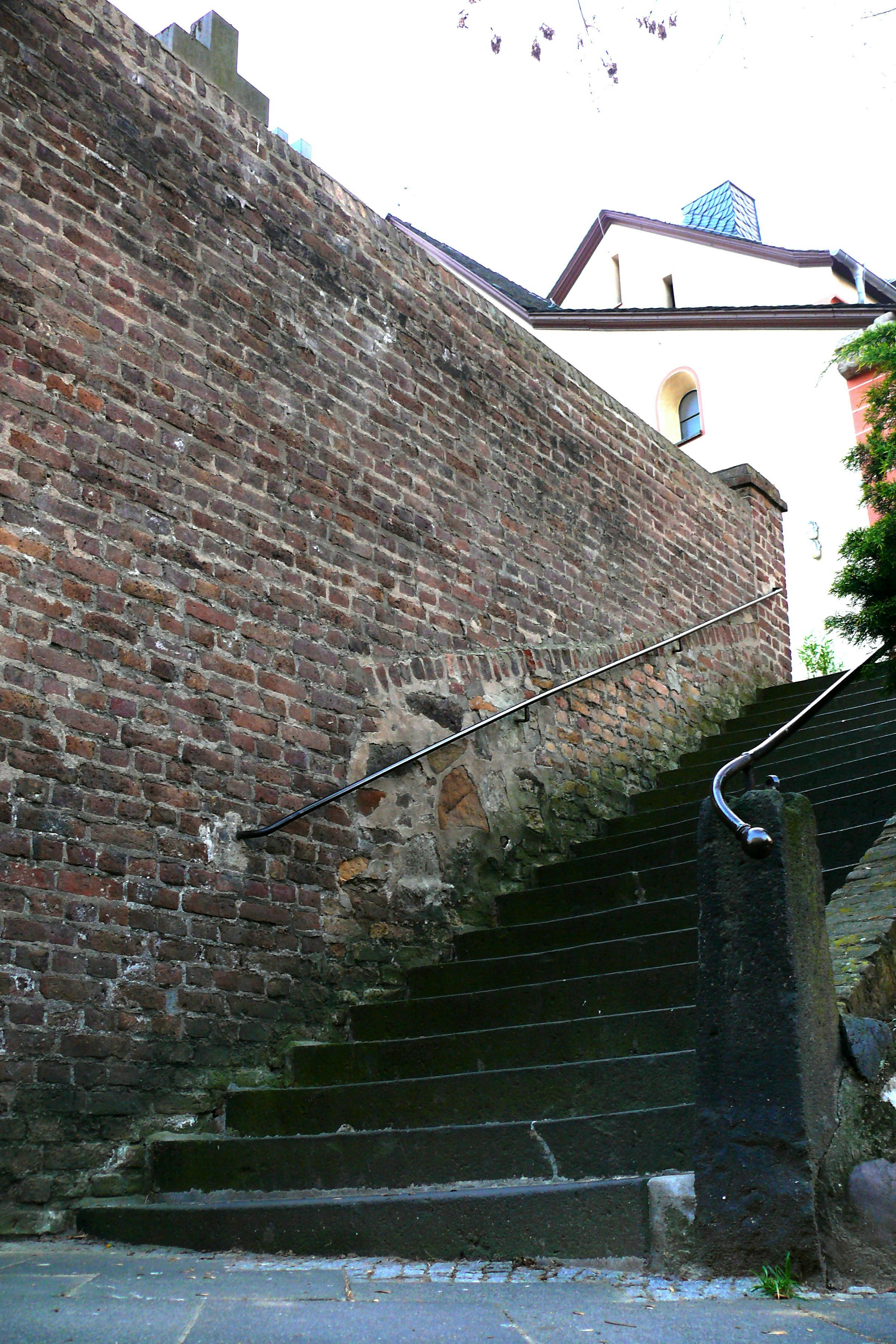
Kirchentreppe Ostaufgang
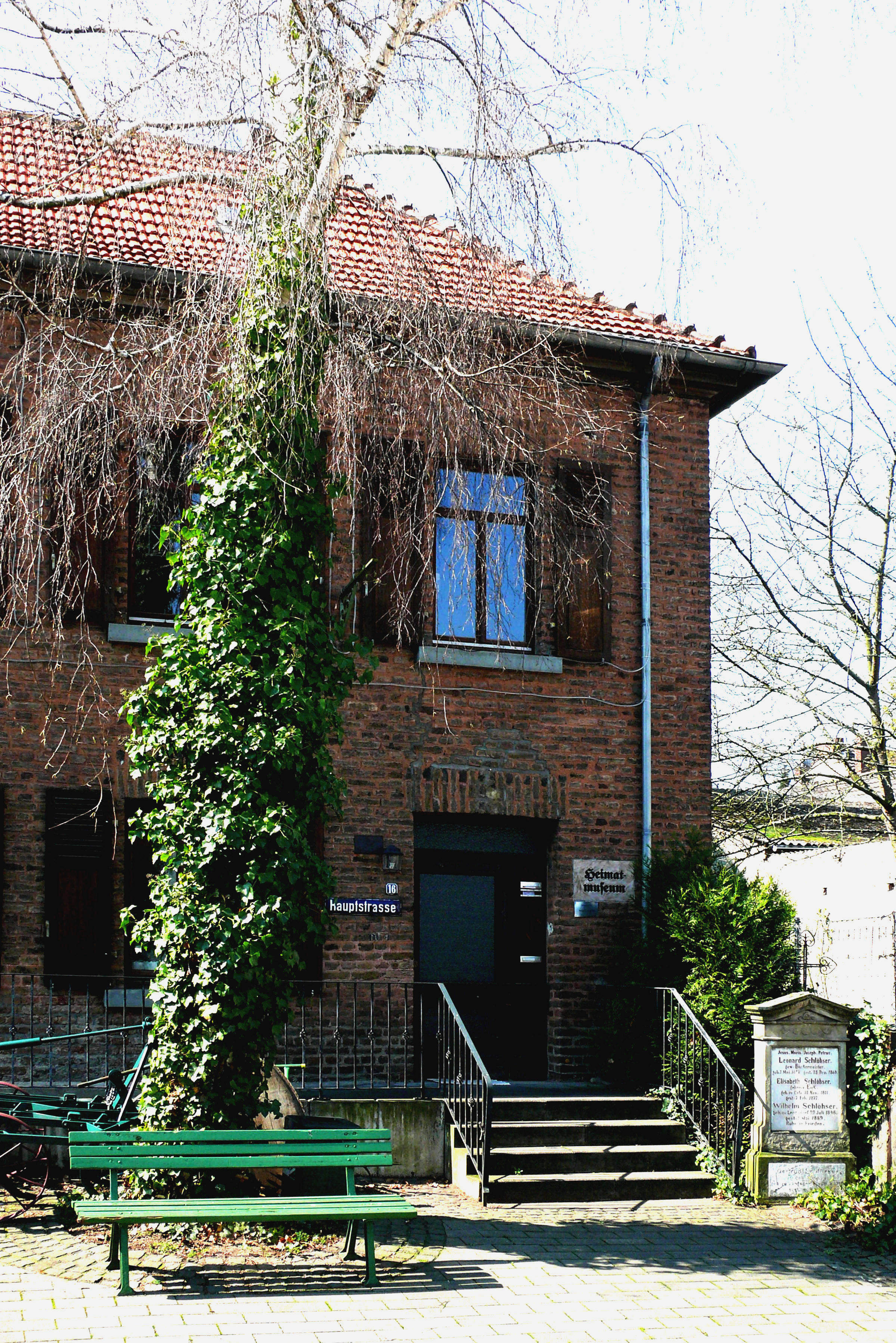
Dorfschule/Heimatmuseum
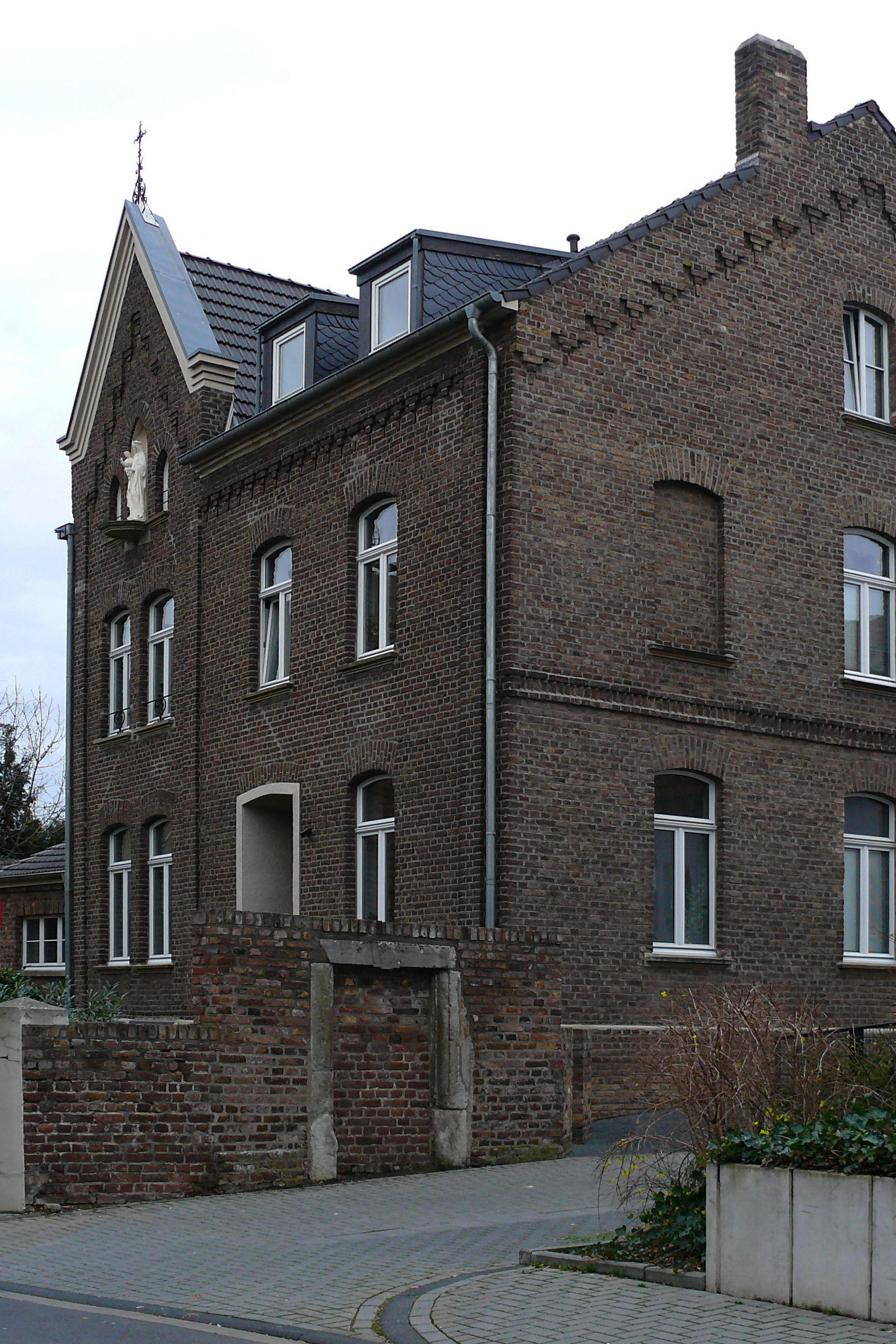
Pfarrhaus
Nordansicht der Pfarrkirche St. Petri in Ketten um 1917
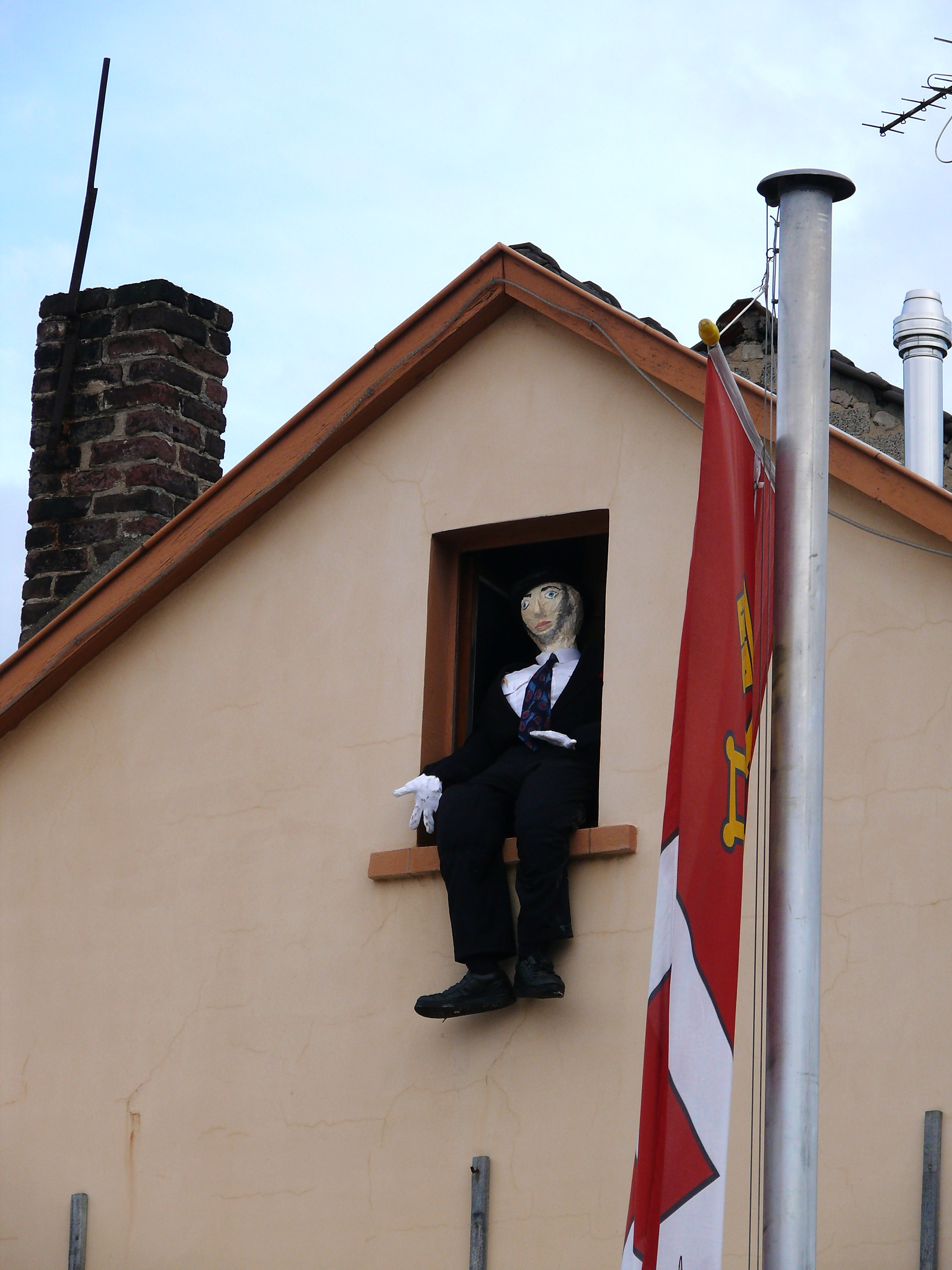
Der Lengsdorfer Zachheies im Jahr 2008

## Statistische Daten
Auf rund 180 Hektar wohnen die 5156 Lengsdorfer. Seit 1990 ist der Stadtteil stark gewachsen: Die Einwohnerzahl hat um 12,2 % zugenommen. Der durchschnittliche Lengsdorfer ist mit 40 Jahren genauso alt, wie der Durchschnitts-Bonner. 830 Menschen sind unter 18 Jahre alt, fast 800 sind 65 oder älter. Fast jeder zweite Lengsdorfer ist katholisch (47 %), 20 % sind evangelisch (im Vergleich zu Bonn 41 % katholisch, 23 % evangelisch). Im Stadtteil leben rund 1000 Zuwanderer, was 22,1 % (Bonn 22,4 %) entspricht.
Das Mietpreisniveau der rund 2300 Lengsdorfer Wohnungen liegt mit 0,7 Prozent über dem Bonner Durchschnitt. Die Arbeitslosenquote liegt bei 13,5 % (Bonn: 9,2 %).

## Katzenlochbachtal
Auf einer Länge von sieben Kilometern erstreckt sich unmittelbar an Lengsdorf angrenzend das Naturschutzgebiet Katzenlochbachtal, in dem es nur vier Querungen zwischen Röttgen und Ückesdorf auf der westlichen und Lengsdorf und Ippendorf auf der östlichen Seite gibt: zwei Holzbrücken, den Weg, „Am Katzenlochbach“ und den Schiffgesweg. Das Tal wird Katzenlochbachtal genannt, aufgrund des Katzenlochbachs, der von Röttgen über Ückesdorf durch das Katzenlochbachtal fließt (und später als Endenicher Bach nach ca. 10,6 km als längster Bach Bonns in Dransdorf mündet). Am Katzenlochbach haben vermutlich bis Mitte des 20. Jahrhunderts – die für Tal und Bach namensgebenden – Wildkatzen gelebt, die jedoch durch Jagd und Zersiedelung ausgerottet wurden. Inzwischen wurde im angrenzenden Kottenforst wieder eine Wildkatzenpopulation nachgewiesen, die möglicherweise auch wieder auf das alte Revier Katzenlochbachtal ausgreifen wird. Das Katzenlochbachtal ist ansonsten jedoch sehr naturbelassen: Das Tal verfügt über Erlen-Auwälder und Quellsümpfe am Talhang. Es gibt dort geschützte Tier- (besonders Vogel-)arten, wie die Nachtigall den Pirol und den Eisvogel. Auch Dachs, Iltis, Steinmarder, Baummarder, Ringelnatter und diverse Amphibien wohnen im Naturschutzgebiet. Das Katzenlochbachtal ist bereits seit 1999 als Naturschutzgebiet ausgewiesen, um diese biologische Vielfalt dort zu erhalten. Im Jahre 2004 wurde der gesamte Kottenforst als Naturschutzgebiet ausgewiesen und umfasst seitdem u. a. auch das Katzenlochbachtal. Seit 2000 ist das Katzenlochbachtal als Teil des Kottenforstes weiterhin als Vogelschutzgebiet und FFH-Gebiet „Waldreservat Kottenforst mit Waldville“ ausgewiesen. Neben der Stadtförsterei sind  viele ehrenamtliche Helfer im Katzenlochbachtal im Einsatz: Eine Gruppe von Naturschützern – die „Lengsdorfer Bachfreunde“ – die mit etwa 160 Mitgliedern vorhandene Streuobstwiesen im Tal pflegt, die Wiesen mäht und insgesamt auf ein störungsfreies ökologisches Zusammenspiel zwischen Flora und Fauna achtet. Zu den vom Verein durchgeführten Aktionen zählt die Verteilung von Baumpatenschaften. Weiterhin werden von den „Lengsdorfer Bachfreunden“ mit Hilfe der Stadtförsterei standortgerechte Bäume gepflanzt, wobei alte widerstandsfähige Obstsorten bei den Bepflanzungen im Vordergrund stehen.